# 遠藤遼
遠藤 遼（えんどう りょう、1975年12月22日 -）は、日本の小説家。ライト文芸作家。ライトノベル作家。

## 経歴・人物
1975年 東京都生まれ。東京学芸大学教育学部卒業。東京都在住。
2016年9月、第3回オーバーラップ文庫大賞審査員特別賞受賞。受賞作は『ユリア・カエサルは一日にして英雄ならず』、後に文庫出版に際し『ユリア・カエサルの決断』に改題。
2017年4月、『週末陰陽師〜とある保険営業のお祓い日報〜』でデビュー。

## 作品

### 文庫本
- 『週末陰陽師』（SKYHIGH文庫、三交社）
  1. とある保険営業のお祓い日報 2017年4月10日、ISBN 978-4-87919-193-9
  2. とある保険営業の来世サポート 2017年9月8日、ISBN 978-4-87919-215-8
- 『ユリア・カエサルの決断 1 ガリア戦記』（オーバーラップ文庫、オーバーラップ）2017年4月22日、ISBN 978-4-86554-211-0
- 『奈良町あやかし万葉茶房』（双葉文庫、双葉社、イラスト：岡谷）
  1. 2017年11月16日、ISBN 978-4-575-52053-8
  2. 2018年5月9日、ISBN 978-4-575-52114-6
- 『京都伏見・平安旅館 神様見習いのまかない飯』（スターツ出版文庫、スターツ出版）2018年8月28日、ISBN 978-4-8137-0519-2
- 『浅草洋食亭のしあわせごはん 想いをつなぐ三姉妹ランチ』（メゾン文庫、一迅社）2018年9月10日、ISBN 978-4-7580-9103-9
- 『平安あかしあやかし陰陽師 』（富士見L文庫、KADOKAWA）
  1. 一 怪鳥放たれしは京の都 2018年10月15日、ISBN 978-4-04-072928-2
  2. 二 百鬼夜行の都に桜舞う 2019年4月15日、ISBN 978-4-04-073127-8
  3. 三 から紅の都と最後の大祓 2019年10月15日、ISBN 978-4-04-073365-4

電子版のみ【合本版】『平安あかしあやかし陰陽師 』2023年3月25日、ASIN B0BY1JFVHT
  - 白泉社の少女漫画雑誌「LaLa DX」にてコミカライズが2020年11月号より2022年1月号まで連載。作画：こはく、キャラクターデザイン：沙月。
- 『京都祇園 神さま双子のおばんざい処』（スターツ出版文庫、スターツ出版）2019年2月28日、ISBN 978-4-8137-0636-6
- 『隣に住む教え子と結婚したいのですが、どうしたらOKがもらえますか?』（オーバーラップ文庫、オーバーラップ）
  1. 2019年4月25日 ISBN 978-4-86554-471-8[6]
  2. 2019年10月25日 ISBN 978-4-86554-556-2[7]
- 『鎌倉お寺ごはん あじさい亭の典座さん』（富士見L文庫、KADOKAWA）[8]、2019年7月13日、ISBN 978-4-04-073252-7
- 『星降り温泉郷 あやかし旅館の新米仲居はじめました。』（スターツ出版文庫、スターツ出版）2018年7月28日、ISBN 978-4-8137-0720-2
- 『明治はいから洋食お嬢さま』（LINE文庫、LINE）2019年10月4日、ISBN 978-4-908588-94-5
- 『鎌倉あやかしシェアハウス』（双葉文庫、双葉社）2020年2月13日、ISBN 978-4-575-52320-1
- 『平安後宮の薄紅姫』（富士見L文庫、KADOKAWA）
  1. 物語愛でる女房と晴明の孫[9]、2020年4月15日、ISBN 978-4-04-073577-1
  2. 二 宮廷去りし皇后宮と伊勢物語[10]、2020年10月15日、ISBN 978-4-04-073842-0
  3. 三 恋する女房と物語の縁（えにし）、2021年6月15日、ISBN 978-4-04-074089-8
- 『新米パパの双子ごはん』（スターツ出版文庫、スターツ出版、イラスト：細居美恵子）
  1. 2020年7月28日、ISBN 978-4-8137-0943-5
  2. 仲直りのキャンプカレー 2021年4月28日、ISBN 978-4-8137-1080-6
- 『平安・陰陽うた恋ひ小町 言霊の陰陽師』（宝島社文庫、宝島社）2020年8月6日、ISBN 978-4-299-00748-3
- 『平安謎解き歌ごよみ 在原業平とくちなしの女房』（双葉文庫、双葉社）2020年9月10日、ISBN 978-4-575-52401-7
- 『はい、こちら「月刊陰陽師」編集部です。』（スターツ出版文庫、スターツ出版、イラスト：双葉はづき）2020年11月28日、ISBN 978-4-8137-1006-6
- 『バリスタ晴明 心霊相談お受けします』（SKYHIGH文庫、三交社、イラスト：伏見おもち）2020年12月10日、ISBN 978-4-8155-3526-1
  - web漫画サイト「ナナイロコミックス」にてコミカライズが2022年2月4日より2023年4月21日まで連載、全11話。漫画：成神じゅん[11]。
- 『平安後宮の洋食シェフ』（双葉文庫、双葉社）
  1. 2021年10月14日、ISBN 978-4-575-52510-6
  2. 蹴鞠と秋の宮中バーベキュー 2022年6月16日、ISBN 978-4-575-52580-9
- 『王立魔術学院の《魔王》教官』（オーバーラップ文庫、オーバーラップ、イラスト：茶ちえ ）
  1. I 退学寸前の生徒たちを真の魔術師へ教導せよ、2021年11月25日[12]、ISBN 978-4-8240-0041-5
  2. II 魔術学院に潜む第二の魔王の正体を暴け、2023年1月25日[13]、ISBN 978-4-8240-0388-1
- 『平安姫君の随筆がかり』（講談社タイガ、講談社）
  1. 一 清少納言と今めかしき中宮 2022年2月15日、ISBN 978-4-06-526745-5
  2. 二 清少納言と恋多き女房 2022年3月15日、ISBN 978-4-06-527248-0
- 『晴明の事件帖』（ハルキ文庫、角川春樹事務所）
  1. 消えた帝と京の闇 2022年3月15日、ISBN 978-4-7584-4465-1
  2. 賀茂祭と道真の怨霊 2022年4月15日、ISBN 978-4-7584-4469-9
  3. 頼光の剣と悪霊左府 2022年9月15日、ISBN 978-4-7584-4515-3
  4. 逆襲の道満と奪われた御璽 2023年2月15日、ISBN 978-4-7584-4538-2
- 『平安算術がーる』（二見サラ文庫、二見書房、イラスト：vient）2022年5月11日、ISBN 978-4-576-22068-0
- 『北斗』（小学館文庫、小学館、イラスト：由羅カイリ）2023年1月6日、ISBN 978-4-09-407217-4
- 『きみの最後の一カ月、恋はオパール色になって』（二見サラ文庫、二見書房、イラスト：フライ）2023年5月11日、ISBN 978-4-576-23057-3
- 『源氏物語あやとき草子』（双葉文庫、双葉社）
  1. 紫式部と彰子 2023年10月11日、ISBN 978-4-575-52700-1
  2. 国母の女房 2024年2月14日、ISBN 978-4-575-52731-5
- 『昔の男友達と同居をはじめたら、実は美少女だった 〜距離感があの頃のままで近すぎる〜』（オーバーラップ文庫、オーバーラップ、イラスト：かふか）
  1. 2024年2月25日、ISBN 978-4-8240-0733-9
  2. 2024年10月25日、ISBN 978-4-8240-0966-1

### コミカライズ
- 『平安あかしあやかし陰陽師』（花とゆめCOMICS、白泉社、漫画：こはく）全2巻
  1. 2021年6月4日、ISBN 978-4-592-22089-3
  2. 2022年2月4日、ISBN 978-4-592-22090-9
- 『バリスタ晴明 心霊相談お受けします』 (ナナイロコミックス) メディアソフト、漫画：成神じゅん
  1. 2022年4月22日、ASIN B09Y8WQJBQ、他 Webコミックサイト
  2. 2022年6月7日、ASIN B0B33VW81R
  3. 2022年7月7日、ASIN B0B5JLZJNT
  4. 2022年8月7日、ASIN B0B87YJ88M
  5. 2022年9月7日、ASIN B0BCNXFW5G
  6. 2022年10月7日、ASIN B0BGQ2WQNK
  7. 2022年12月7日、ASIN B0BNPMSLQQ
  8. 2023年1月6日、ASIN B0BQ72MPX9
  9. 2023年2月7日、ASIN B0BTH2PR76
  10. 2023年3月7日、ASIN B0BX8V7LQ3